# Mycalesis antecanis
Mycalesis antecanis är en fjärilsart som beskrevs av Hans Fruhstorfer 1908. Mycalesis antecanis ingår i släktet Mycalesis och familjen praktfjärilar. Inga underarter finns listade i Catalogue of Life.